# Константиновский сельский округ (Акмолинская область)
Константи́новский  се́льский окру́г (каз. Константинов ауылдық округі) — административная единица в составе Аршалынского района Акмолинской области.
Административный центр — село Константиновка.

## География
Административно-территориальное образование расположено в восточной части Аршалынского района. В состав сельского округа входит 3 населённых пункта.
Граничит с землями административных единиц:
- Ерейментауский район — на севере,
- Осакаровский район — на востоке, юге
- сельский округ Турген — на юго-западе,
- Михайловский сельский округ — на северо-западе.

Территория сельского округа расположена на казахском мелкосопочнике, в предгорьях гор Ерейментау. Рельеф местности в основном представляет из себя равнину с малыми возвышенностями. Перепад высот незначительны; средняя высота округа — около 470 метров над уровнем моря.
Гидрографическая сеть округа представлена озерами Каратомар, Кенетей, Плотина и другими.
Климат холодно-умеренный, с хорошей влажностью. Среднегодовая температура воздуха положительная и составляет около +3,3°С. Среднемесячная температура воздуха в июле достигает +19,0°С. Среднемесячная температура января составляет около -14,9°С. Среднегодовое количество осадков составляет около 440 мм. Основная часть осадков выпадает в период с мая по август.

## История
В 1989 году существовал как — Константиновский сельсовет (сёла Константиновка, Шортанды).
В периоде 1991—1998 годов:
- Константиновский сельсовет был преобразован в сельский округ;
- Соседний Белоярский сельсовет был включен в состав сельского округа (сёла Белоярка, Сейтень);
- село Сейтень было упразднено.

## Население
| Численность населения | Численность населения | Численность населения |
| 1989                  | 1999                  | 2009                  |
| --------------------- | --------------------- | --------------------- |
| 2173                  | ↗2748                 | ↘2011                 |

## Состав
| № | Населённый пункт | Тип населённого пункта       | Население, 1989 | Население, 1999 | Население, 2009 |
| - | ---------------- | ---------------------------- | --------------- | --------------- | --------------- |
| 1 | Белоярка         | село                         | 796             | 654             | 411             |
| 2 | Константиновка   | село, административный центр | 1 660           | 1 617           | 1 240           |
| 3 | Сейтень          | село, упразднено             | 245             | -               | -               |
| 4 | Шортанды         | село                         | 513             | 477             | 360             |

## Местное самоуправление
Аппарат акима Константиновского сельского округа — село Константиновка, улица Центральная, 47.
- Аким сельского округа — Шедербеков Кайрат Айтмагамбетович[1].